# Chirostoma lucius
Chirostoma lucius es una especie de pez del género Chirostoma, familia Atherinopsidae. Fue descrita científicamente por Boulenger en 1900.
Se distribuye por América del Norte: endémica de la cuenca del río Lerma, México. Especie bentopelágica que habita en aguas dulces. Está clasificada como una especie marina inofensiva para el ser humano.